# LacusCurtius
LacusCurtius es un proyecto de biblioteca digital que reúne, en un sitio web, una colección de recursos, fuentes de las humanidades y materiales digitales, centrado principalmente en la antigua Roma y en menor medida, en la antigua Grecia.
El sitio, diseñado y mantenido por Bill Thayer, está alojado en un servidor de la Universidad de Chicago.
La primera publicación se remonta al 26 de agosto de 1997; en enero de 2008, se había llegado a una colección de 2.779 páginas, 690 fotografías, 675 dibujos y grabados, 118 plantas y 66 mapas. 

## Principales recursos
Recursos importantes incluyen:
- Una serie de textos latinos, en general en el idioma original, acompañadas de una traducción al inglés.
- Textos griegos traducidos al inglés.
- Una selección de artículos del libro Dictionary of Greek and Roman Antiquities de William Smith
- A Topographical Dictionary of Ancient Rome de Samuel Ball Platner.
- John Bagnell Bury, History of the Later Roman Empire
- Diversas fuentes secundarias, principalmente sobre Roma y la Britania romana.
- Un repertorio fotográfico de las ruinas romanas de la Italia central.

## Cuaderno de la Umbría
Adyacente al sitio, si bien de la mayor parte no se ocupa de la antigüedad, hay un cuaderno de la Umbría que en enero de 2008, había más de 500 páginas y más de 1200 imágenes de municipios de Italia, así como imágenes de fracciones geográficas y de las iglesias en la región.

## Imágenes y textos de dominio público
Tanto las imágenes y los versos publicados en las páginas del sitio están acompañadas de una anotación que indica el estado de sus derechos de autor.
La anotación se hace con un método particular que prevé la inclusión de uno o dos asteriscos en el URL que lleva a los recursos:
- 1 asterisco * insertado en el URL indica que la imagen o el texto está en el dominio público
- 2 asteriscos ** indican que la imagen o el texto es protegido por derechos de autor y su publicación en el sitio se hace con el consentimiento de los titulares de los derechos conexos. La eventual reproducción puede ocurrir sólo después haber obtenido el consentimiento del titular del derecho de autor che, por supuesto, no es el propietario del sitio. En este caso, los encendidos créditos se encuentran en la página o, a fin de no hacer la página, son accesibles haciendo clic en la imagen.
- en ausencia de asteriscos en la url, el material (ya sea una imagen o texto), debe interpretarse como sujeción a los derechos de autor del administrador del sitio. La reproducción y la utilización de estos materiales, o también de otros aún no incluidos en el sitio, es posible sólo con el consentimiento del propietario del sitio, titular de los derechos de autor.

## Nombre
El nombre está inspirado en el Lago Curcio (Lacus Curtius) del Foro Romano, pero la forma correcta del nombre es "LacusCurtius", en una sola palabra, sin espacio, al estilo CamelCase: es el resultado de una elección deliberada para evitar el desorden de las búsquedas en la Red sobre el Lacus Curtius epónimo.